# Al Machouar-Stinia
Al Machouar-Stinia (arabiska: المشور الستينية) är en stadskommun i Marocko. Den ligger i prefekturen Meknès och regionen Fès-Meknès, och utgör en enklav i stadskommunen Meknès. Antalet invånare var 4 664 vid folkräkningen 2014.